# Пирпойнт, Альберт
Альберт Пирпойнт (англ. Albert Pierrepoint; 30 марта 1905 — 10 июля 1992) — английский палач и трактирщик, мемуарист. Казнил 608 человек, около половины из которых были военными преступниками. Среди казнённых им Уильям Джойс (псевдоним — Лорд Хо-Хо) и Джон Амери, которого Альберт считал самым храбрым из повешенных им людей. Кроме того, им был повешен Джеймс Инглис, чья казнь стала рекордно быстрой (около 7,5 секунды).

## Биография
Пирпойнта часто называют «официальным палачом», несмотря на отсутствие такой должности. Обязанности палача традиционно выполнялись местным шерифом, который всё чаще перекладывал эту работу на человека с подходящим характером, работающего за разовое вознаграждение только тогда, когда это требовалось.
Пирпойнт пошёл по стопам своего отца и дяди — он получил квалификацию помощника палача в 1932 году и главного палача в 1941 году, но при этом продолжал работать в течение многих лет в продуктовой лавке около Брадфорда.
После выхода Пирпойнта на пенсию в 1956 году Хоум-офис признал его наиболее эффективным палачом в британской истории. Впоследствии Альберт стал трактирщиком в Ланкашире и написал мемуары, в которых пришёл к сенсационному выводу, что смертная казнь не является сдерживающим фактором к совершению преступления.
Неофициальное количество исполненных им казней — более 600, но чаще упоминается число 435.
Умер от рака.

## Образ в кинематографе
- 1991 — «Пусть получит своё[англ.]». Роль Пирпойнта исполнил Клайв Ревилл.
- 2005 — «Последний палач». Роль Пирпойнта исполнил Тимоти Сполл.
- 2016 — пьеса «Палачи». Роль Пирпойнта исполнил Джон Ходжкинсон.

## Известные казнённые
Нацистские преступники:
- Доротея Бинц, надзирательница концентрационного лагеря Равенсбрюк.
- Иоганна Борман, надзирательница концентрационных лагерей Лихтенбург, Аушвиц, Равенсбрюк, Берген-Бельзен.
- Ирма Грезе, надзирательница нацистских лагерей смерти Равенсбрюк, Аушвиц и Берген-Бельзен, самая молодая осужденная в ходе Бельзенского процесса (22 года).
- Фриц Кляйн, концлагерный врач в лагерях смерти Аушвиц-Биркенау и Берген-Бельзен.
- Йозеф Крамер, комендант лагеря Берген-Бельзен, прозванный узниками лагеря «Бельзенским зверем».
- Рут Нойдек, старшая надзирательница концлагеря Равенсбрюк.
- Вера Сальвекварт, медсестра концентрационного лагеря Равенсбрюк.
- Элизабет Фолькенрат, надзирательница в лагерях Аушвиц, Равенсбрюк и Берген-Бельзен.
- Франц Хёсслер, начальник лагерной охраны в концентрационных лагерях Освенцим, Дора-Миттельбау и Берген-Бельзен.

Нацистские коллаборационисты британского происхождения, казнённые за предательство:
- Джон Амери, создатель британских формирований СС во время Второй мировой войны, сын министра по делам Индии в правительстве Уинстона Черчилля, Леопольда Амери.
- Уильям Джойс («лорд Хо-Хо»), нацистский пропагандист, ведущий англоязычных передач германского радио.

Другие известные казнённые:
- Рут Эллис, последняя женщина в истории Великобритании, подвергнутая смертной казни.
- Дерек Бентли, жертва юридического казуса, невинно осуждённый.
- Тимоти Эванс, жертва судебной ошибки, невинно осуждённый за убийство своих жены и двухлетней дочери.
- Джон Кристи, британский серийный убийца, настоящий убийца жены и дочери Тимоти Эванса.
- Джеймс Инглис, преступник, приведение приговора в исполнение которого долгое время сохраняло рекорд по своей быстроте и даже было включено в Книгу рекордов Гиннесса